# (4290) Heisei
(4290) Heisei est un astéroïde de la ceinture principale.

## Description
(4290) Heisei est un astéroïde de la ceinture principale. Il fut découvert le 30 octobre 1989 à Geisei par Tsutomu Seki. Il présente une orbite caractérisée par un demi-grand axe de 3,02 UA, une excentricité de 0,10 et une inclinaison de 8,5° par rapport à l'écliptique.

## Compléments